# Андрієвський Віктор Петрович
Віктор Петрович Андріє́вський (21 вересня 1911, Липова Долина однойменного району Сумської області — 25 липня 1977, Тернопіль) — український історик, етнограф, педагог. Кавалер Орденів Червоної зірки (2), Вітчизняної війни 2-го ступеня. Кандидат історичних наук (1968).

## Життєпис
Народився 21 вересня 1911 року в селі (нині смт) Липова Долина однойменного району Сумської області.
Закінчив педагогічний технікум у місті Прилуки Чернігівської області (1930, нині педагогічне училище), філологічний факультет Харківського педагогічного інституту (1939, нині університет).
Учителював на Сумщині (1933—1935). Співзасновник (1940), викладач літератури, асистент, старший викладач Кременецького педагогічного інституту (1940—1941, 1945—1956, 1961—1969), де створено студентський музичний гурток «Народна музика»; доцент кафедри педагогіки і психології ТДПІ (1969—1977, обидва — нині ТНПУ).
Директор Тернопільської ЗОШ № 8 (1956—1961). Зазнав переслідувань НКВС.
Автор праць, статей із історії (про Кременець, Почаївську лавру та інших), літературознавства і краєзнавства.
Мав вплив на формування світогляду Валентини Адамович, Ігоря Ґерети, Левка Крупи, І. Пугача, Бориса Харчука, Василя Ярмуша та інших.